# Système éducatif en Ouzbékistan

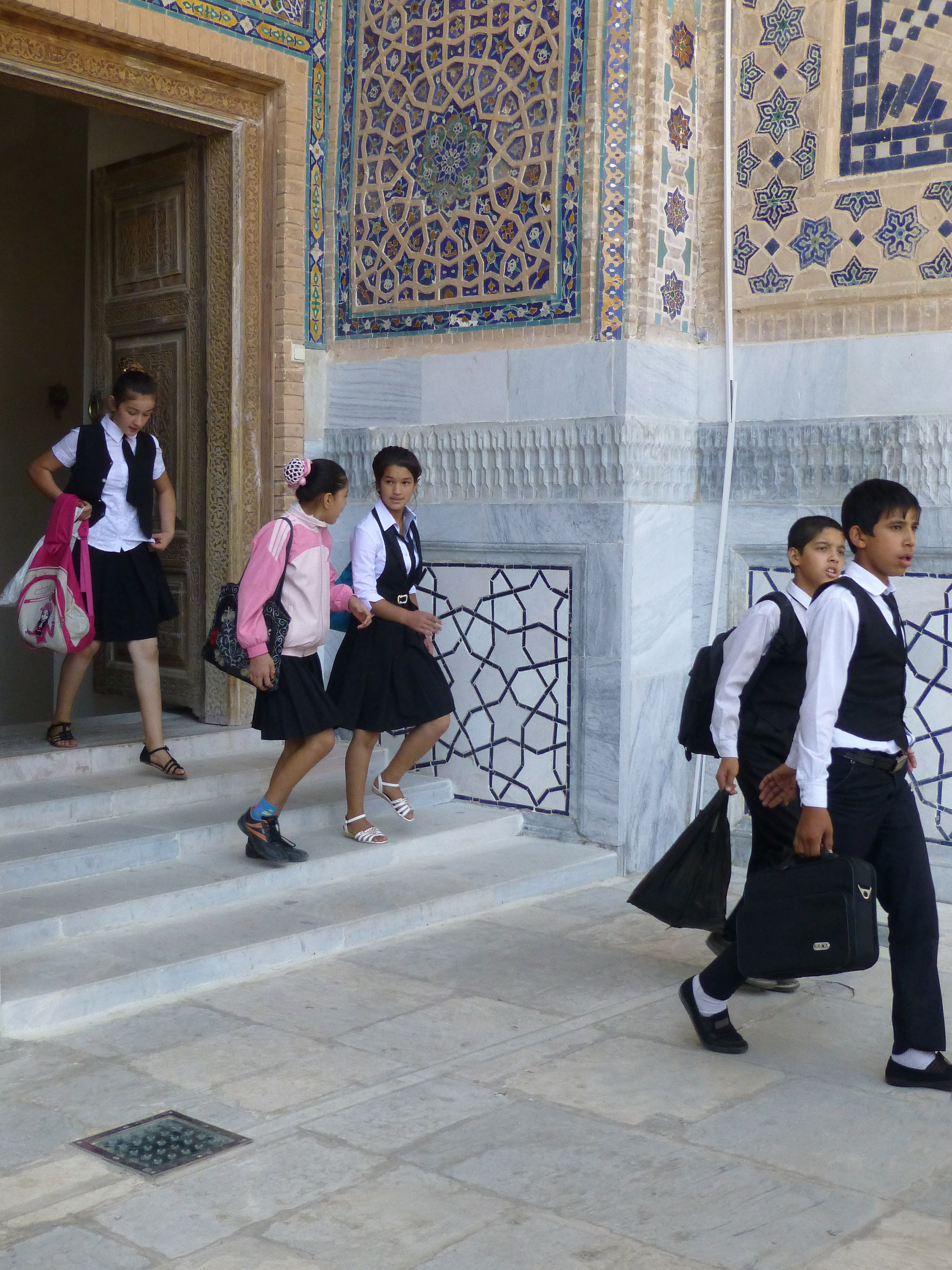
Écoliers en visite à Samarcande.

Le système éducatif ouzbek est composé de douze années d'enseignement primaire et secondaire obligatoire, commençant à l'âge de six ans. Cela comprend quatre années d'école primaire et deux cycles d'enseignement secondaire, durant respectivement cinq et trois ans. Le taux de fréquentation de ces niveaux est élevé, bien que ces chiffres soient significativement inférieurs dans les zones rurales. L'inscription à l'école maternelle a diminué significativement depuis 1991.
Le taux d'alphabétisation officiel est de 99 %. Toutefois, durant l'ère post-soviétique, les standards de l'éducation ont chuté. Le financement et la formation n'ont pas été suffisants pour effectivement instruire la part jeune et grandissante de la population. Entre 1992 et 2004, les dépenses du gouvernement dans l'éducation ont chuté de 12 % à 6,3 % du produit intérieur brut. En 2006, la part de l'éducation dans le budget a augmenté pour atteindre 8,1 %. Le manque de soutien du budget a été davantage perceptible dans le primaire et le secondaire, car le gouvernement continuait de subventionner les étudiants d'université.
Entre 1992 et 2001, la fréquentation des universités a chuté de 19 % à 6,4 % dans la tranche d'âge concernée par l'enseignement supérieur. Les trois plus grands établissements d'enseignement supérieur d'Ouzbékistan parmi les 63 sont situés à Noukous, Samarcande et Tachkent. Tous les trois sont financés par l'État. Les écoles privés ont été interdites depuis la création d'écoles islamiques fondamentalistes wahhabites au début des années 1990, entraînant une répression sévère du gouvernement. Toutefois, en 1999, l'université islamique de Tachkent soutenue par le gouvernement a été fondée pour enseigner l'islam.

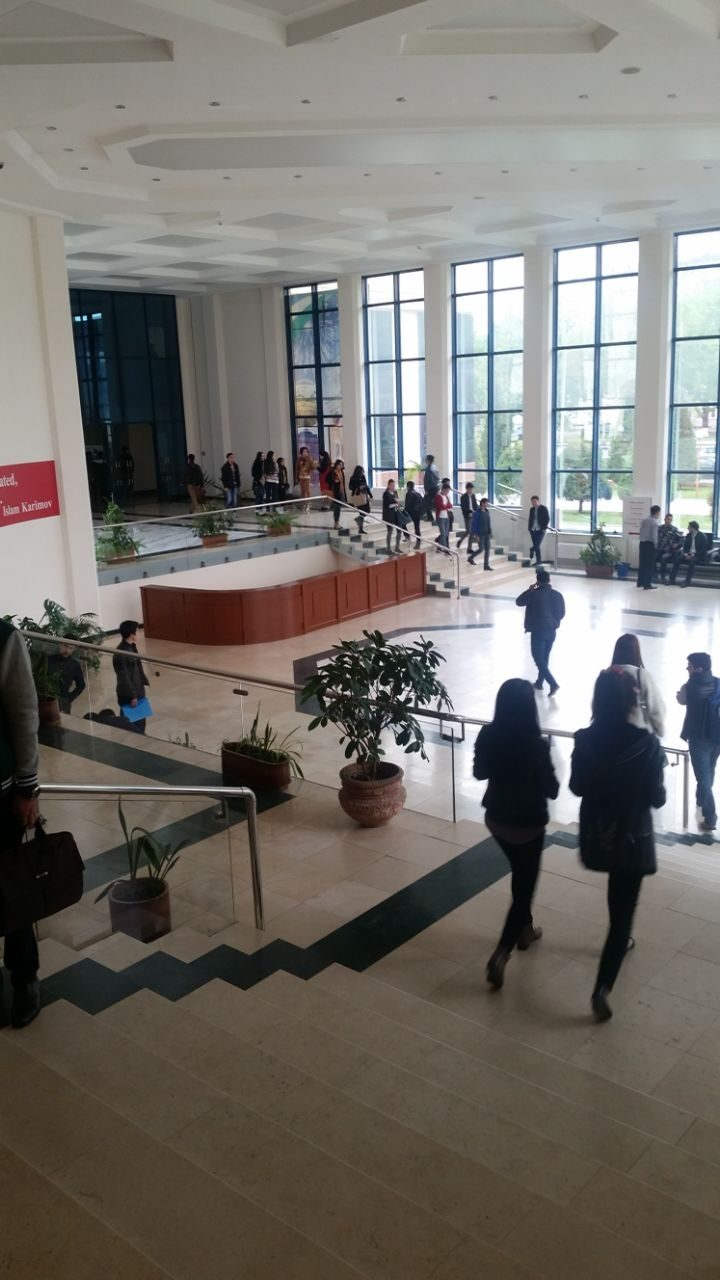
Institut de gestion du développment de Singapour à Tachkent (MDIST).

Parmi les établissements d'enseignement supérieur, ceux qui sont le mieux évalués à l'échelle nationale sont l'institut de finance de Tachkent et l'université internationale de Westminster à Tachkent. La première a été établie à l'initiative du premier président de l'Ouzbékistan en 1991. Plus tard, en 2002, en collaboration avec l'université de Westminster et de l'UMID, la fondation du président de la république d'Ouzbékistan, l'université internationale de Westminster à Tachkent a été créée. Actuellement, ces deux universités sont considérées comme les meilleures aussi bien en Ouzbékistan que dans les autres pays d'Asie centrale.
En 2007, l'association bancaire d'Ouzbékistan (UBA) a lancé un projet conjoint avec l'Institut de gestion du développement de Singapour, et a créé l'Institut de gestion du développement de Singapour à Tachkent (MDIST).
En 2010, l'école britannique de Tachkent a été créée pour proposer les programmes éducatifs nationaux anglais aussi bien que les prérequis des cursus ouzbeks locaux.